# Ce cochon de Morin (film 1924)
Ce cochon de Morin è un film muto del 1924 diretto da Viktor Turžanskij. La sceneggiatura, firmata dallo stesso regista insieme a Nicolas Rimsky, si basa sul racconto - conosciuto in Italia come Quel porco di Morin - di Guy de Maupassant, dato alle stampe in Francia nel 1882.
Nel 1932, il racconto fu nuovamente adattato per lo schermo da Georges Lacombe con un'altra versione sempre dal titolo Ce cochon de Morin.

## Produzione
Il film fu prodotto dalla Films Albatros.

## Distribuzione
Distribuito dalla Etablissements E. Giraud, il film uscì nelle sale francesi l'11 aprile 1924.